# CD Aves
Clube Desportivo das Aves was een Portugese voetbalclub uit Vila das Aves (gemeente Santo Tirso). De officiële supportersgroep is de Força Avense.

## Geschiedenis
Aves won op zondag 20 mei 2018 in de finale van de strijd om de Portugese beker met 2-1 van Sporting Lissabon. Alexandre Guedes nam beide goals voor de ploeg uit Aves voor zijn rekening. Voor CD Aves was het de eerste hoofdprijs in de clubhistorie. De finale stond onder hoogspanning vanwege een aanval door tientallen hooligans, vijf dagen eerder op het trainingscomplex van Sporting. Sporting-trainer Jorge Jesus en verschillende van zijn spelers liepen daarbij klappen op.
Op 29 juli 2020 strafte de Portugese voetbalbond CD Aves (en Vitória Setubal) met rechtstreekse degradatie naar de niet professionele Campeonato de Portugal (3e liga) nadat beide clubs er niet in waren geslaagd om de geëigende documenten in te leveren om een proflicentie te verkrijgen. De club ging failliet en op 8 oktober 2020 werd een nieuwe club opgericht Clube Desportivo das Aves 1930 die opnieuw in de lagere amateurreeksen begon.
In 2023 ging AVS Futebol SAD in het Estádio do Aves spelen en nam de uitingen en faciliteiten van de oude profclub over.

## Erelijst
| Competitie         | Aantal | Jaren |
| ------------------ | ------ | ----- |
| Beker van Portugal | 1x     | 2018  |

## Eindklasseringen
| Seizoen   | №  | Clubs | Divisie       | Duels | Winst | Gelijk | Verlies | Doelsaldo | Punten | Tsch  |
| --------- | -- | ----- | ------------- | ----- | ----- | ------ | ------- | --------- | ------ | ----- |
| 2000–2001 | 17 | 18    | Primeira Liga | 34    | 4     | 10     | 20      | 31–68     | 22     | 3.176 |
| 2001–2002 | 7  | 18    | Segunda Liga  | 34    | 14    | 5      | 15      | 50–51     | 47     | ??    |
| 2002–2003 | 6  | 18    | Segunda Liga  | 34    | 13    | 8      | 13      | 41–38     | 47     | ??    |
| 2003–2004 | 8  | 18    | Segunda Liga  | 34    | 13    | 6      | 15      | 42–53     | 45     | ??    |
| 2004–2005 | 5  | 18    | Segunda Liga  | 34    | 15    | 6      | 13      | 45–35     | 51     | ??    |
| 2005–2006 | 2  | 18    | Segunda Liga  | 34    | 18    | 10     | 5       | 47–30     | 64     | ??    |
| 2006–2007 | 16 | 16    | Primeira Liga | 30    | 5     | 7      | 18      | 22–42     | 22     | 3.113 |
| 2007–2008 | 8  | 16    | Segunda Liga  | 30    | 10    | 9      | 11      | 43–39     | 39     | 819   |
| 2008–2009 | 11 | 16    | Segunda Liga  | 30    | 9     | 9      | 12      | 30–36     | 36     | 674   |
| 2009–2010 | 9  | 16    | Segunda Liga  | 30    | 9     | 11     | 10      | 33–33     | 38     | 639   |
| 2010–2011 | 8  | 16    | Segunda Liga  | 30    | 10    | 10     | 10      | 35–31     | 40     | 646   |
| 2011–2012 | 3  | 16    | Segunda Liga  | 30    | 12    | 14     | 4       | 38–23     | 50     | 661   |
| 2012–2013 | 5  | 22    | Segunda Liga  | 42    | 16    | 17     | 9       | 47–42     | 65     | 429   |
| 2013–2014 | 4  | 22    | Segunda Liga  | 42    | 20    | 11     | 11      | 46–35     | 71     | 558   |
| 2014–2015 | 18 | 24    | Segunda Liga  | 46    | 12    | 17     | 17      | 52–58     | 53     | 530   |
| 2015–2016 | 8  | 24    | Segunda Liga  | 46    | 19    | 10     | 17      | 58–48     | 67     | 767   |
| 2016–2017 | 2  | 22    | Segunda Liga  | 42    | 23    | 12     | 7       | 63–38     | 81     | 1.086 |
| 2017–2018 | 13 | 18    | Primeira Liga | 34    | 9     | 7      | 18      | 36–51     | 34     | 2.973 |
| 2018–2019 | 14 | 18    | Primeira Liga | 34    | 10    | 6      | 18      | 35-49     | 36     | 2.454 |
| 2019–2020 | 18 | 18    | Primeira Liga | 34    | 5     | 2      | 27      | 24-68     | 17     | 1.390 |

## Bekende (ex-)spelers
- Raul Meireles